# マタイ受難曲
マタイ受難曲 (Matthäus-Passion) は、新約聖書「マタイによる福音書」の26、27章のキリストの受難を題材にした受難曲である。本項ではヨハン・ゼバスティアン・バッハ（以下バッハ）の作品について述べる。

## バッハの受難曲
バッハのマタイ受難曲 (Matthäus-Passion) は新約聖書「マタイによる福音書」の26、27章のキリストの受難を題材にし、聖句、伴奏付きレチタティーヴォ、アリア、コラールによって構成された音楽作品である。BWV244。台本はピカンダー（Picanderは「かささぎ男」という意味の筆名であり、本名クリスティアン・フリードリヒ・ヘンリーツィ、あるいはヘンリーキ）による。正式なタイトルは「福音史家聖マタイによる我らの主イェス・キリストの受難Passion unseres herrn Jesu Christi nach dem Evangelisten Matthäus (バッハ自身が自筆譜に記したタイトルはラテン語で ”Passio Domini nostri J. C. secundum Evangelistam Mattaeum”)」となる。
バッハが作曲したとされる受難曲は、マタイ受難曲（2作あったとされるが、「2作目は合唱が2組に分けて配置される」という記述の目録があるので、現在伝わっているのは2作目あるいは何らかの改作後の方であることがわかる）のほか、ヨハネ受難曲（BWV245、1724年）、ルカ受難曲（BWV246）、マルコ受難曲（BWV247、1731年）の計4つが数えられるが、ルカ受難曲は真作と見なされておらず、マルコ受難曲は台本のみが現存し、他は消失している。

## 初演および復活上演

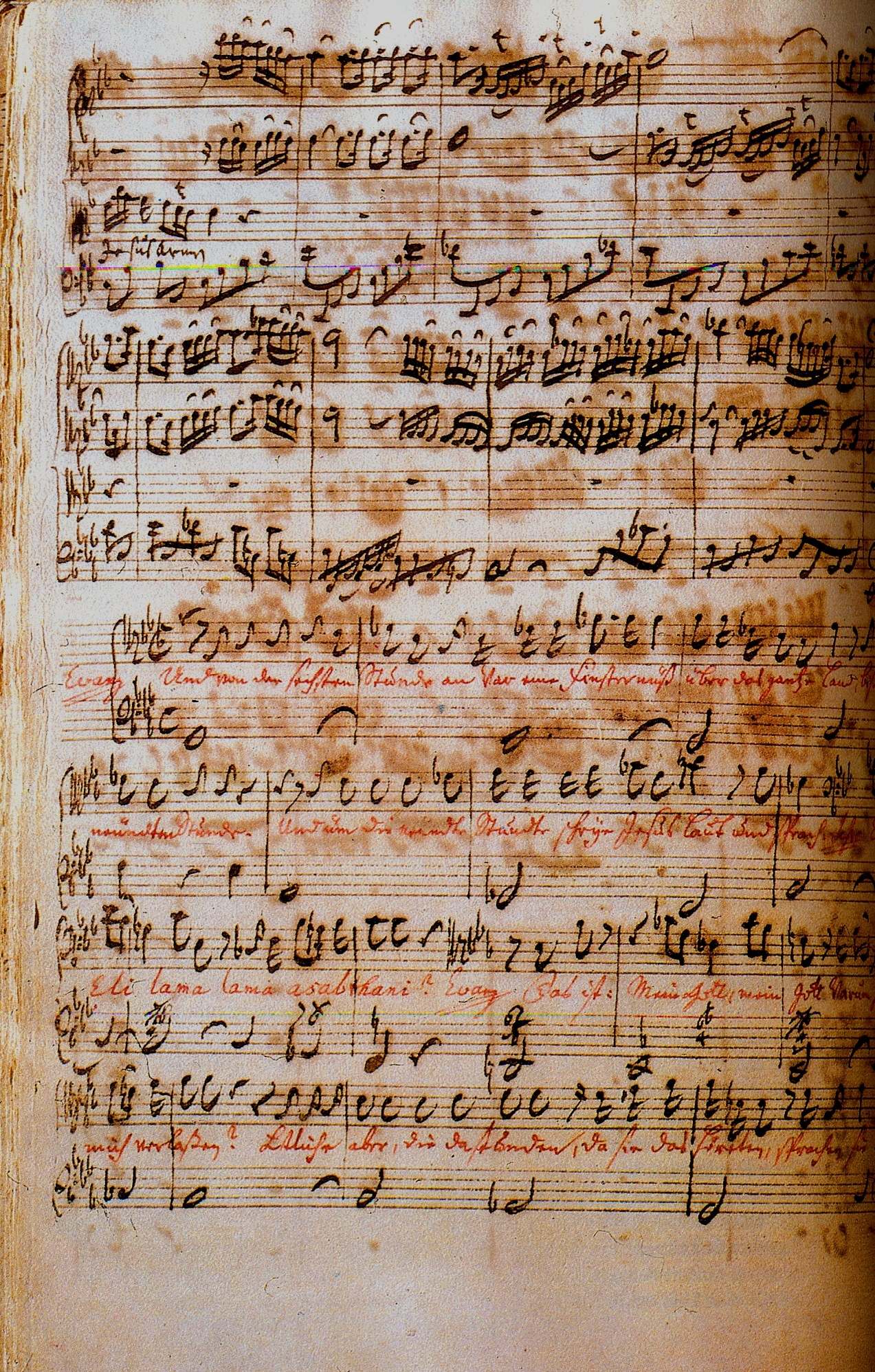
自筆総譜より#61レチタティーヴォ開始部分：聖句は赤インクで記されている。

### 初演
1727年4月11日、ライプツィヒの聖トーマス教会において初演。その後改訂が加えられ、1736年に最終的な自筆稿が浄書されている。かつては1729年4月11日の初演と伝えられ、未だ支持する者もいるが、完全に否定されている。この誤解は、メンデルスゾーンの初演に用いた楽譜が1729年稿であったこと、初演の広告が「100年ぶりの復活演奏」と銘打ったこと、1728年に没したケーテン侯レオポルトに捧げた追悼カンタータがマタイ受難曲のパロディだったこと（教会音楽を世俗音楽に書き換えることはありえないと信じられていた）などによるものである。

### 復活上演
バッハの死後、長く忘れられていたが、1829年3月11日、フェリックス・メンデルスゾーンによって歴史的な復活上演がなされ、バッハの再評価につながった。
この復活上演は2時間ぐらいにいくつかのカットが伴われ、また古楽管楽器オーボエ・ダ・カッチャを、同じ音域のオーボエ属楽器であるイングリッシュホルンではなくバセットホルンで代用し、オーボエ・ダモーレの代わりにＡ管クラリネットを、オルガンやチェンバロの代わりにピアノを使用するなど、メンデルスゾーンの時代により一般的であった、より現代に近いオーケストラの編成によって演奏された。この編成の演奏を再現した録音CDも存在する。当時の新聞評は芳しいものではなく、無理解な批評家によって「フーガとはひとつの声部が他の声部から逃げていくものであるが、この場合第一に逃げ出すのは聴衆である」と批判された。しかしこれを機に、当時は一部の鍵盤楽器練習曲などを除いて忘れ去られていたバッハの中・大規模作品をはじめとする音楽が再評価されることになったのである。近年、メンデルスゾーン版での復元演奏（鈴木雅明やパークマンなど）が試みられることがあり、そのため上記のＣＤも誕生した。

## 編成
- オーケストラ
  - フラウト・トラヴェルソⅠ/Ⅱ、オーボエⅠ/Ⅱ（オーボエ・ダモーレ持ち替え）、ヴァイオリンⅠ/Ⅱ、ヴィオラ、ヴィオラ・ダ・ガンバ（独奏用）、オルガンと通奏低音。以上の編成を2組。
  - 第1オーケストラは更にブロックフレーテⅠ/Ⅱ、オーボエはオーボエ・ダ・カッチャにも持ち替える。
  - 通奏低音の低音楽器には、チェロ、ヴィオローネ（またはコントラバス）、ファゴットが、編成にあわせて適宜用いられる。オルガンの右手は通奏低音の和声充填の他、第1曲等でソプラノ・リピエーノとユニゾンでコラール定旋律を演奏する。
  - 第1オーケストラのヴィオラ・ダ・ガンバは、第56,57曲に用いられるが、初期稿ではリュートが想定されていた[1]。
- 合唱
  - 四声部合唱2組
  - ソプラノ・リピエーノ（Soprano ripieno または、ソプラノ・イン・リピエーノ Soprano in ripieno）
  - ソリスト群：テノール（福音史家）、バス（イエス）、及びアリアと福音書中の登場人物を、ソプラノ、アルト、テノール、バスが適宜分担する。（バッハの時代、女性が教会内で歌唱することはなく、すべての声部はボーイソプラノをはじめとする男性によって歌われた。）
- 編成規模（再演時の記録による）[2]
  - 各オーケストラ：17人の奏者
  - 各合唱隊：12人（各声部3人）
  - ソプラノ・リピエーノ：3～6人

## 演奏時間
カット無しで約3時間（第1部80分、第2部100分）。長いものではオットー・クレンペラー指揮フィルハーモニア管弦楽団の録音では3時間44分。歴史考証的な演奏では一般的にテンポが速めで、短いもので約2時間30分ほどである。

## マタイ受難曲の構成
マタイ受難曲は大きく二部（通常68曲）からなる。第一部は29曲、イエスの捕縛までを扱う。第二部は39曲、イエスの捕縛、ピラトのもとでの裁判、十字架への磔、刑死した後、その墓の封印までを扱う。物語でありながら、一方で精緻な音楽的構造を持った作品でもある。
聖句
聖句（聖書からの引用）のうち、エヴァンゲリスト（福音史家）はテノール、イエスやピラト、ペテロ、ユダと大祭司カイアファなどはバリトンあるいはバスで、集団は合唱で歌われる。マタイ受難曲中では、全体的に、真実は単純に、悪意や混乱は複雑な対位法で歌われる傾向がある。弟子達や一般の民衆等は四声部の合唱で、イエスに敵意を抱く祭司や長老をはじめとする群衆は八声部の二重合唱で歌われるが、群衆がイエスの言葉として Ich bin Gottes Sohn（私は神の子である）を引用する瞬間、全声部がユニゾンとなる。また「二人の偽証者」を表現するのに、二声部のカノンが用いられている。
イエスが発言する際には常に弦楽器の長い和音の伴奏が伴われるが、これはキリスト教美術によく見られる後光を音楽的に表現したものとされる。しかし最後の言葉Eli, eli, lama sabachthani（わが神、わが神、どうして私をお見捨てになったのですか）という神への疑いを示す部分だけは弦楽器の後光が伴わない。
アリア、伴奏付きレチタティーヴォ
アリアは合計14曲あり、これらのうち10曲は伴奏付きレチタティーヴォとアリアの組み合わせである。他のアリアはソロで4曲ある。
コラール

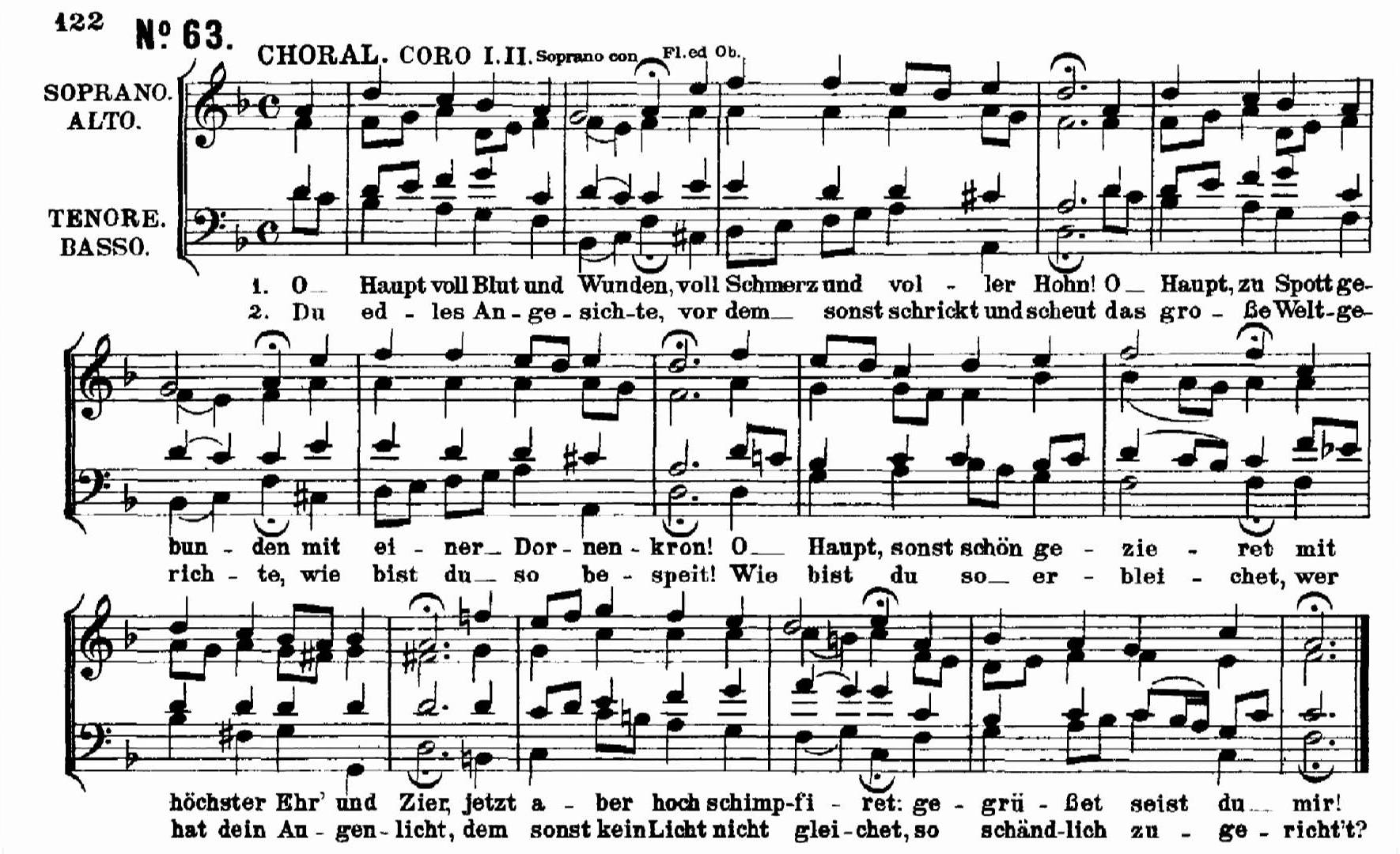
「受難のコラール」O Haupt voll Blut und Wunden（おお、血と涙にまみれし御頭）

- 15.（21） コラール「われを知り給え、わが守り手よ」（合唱）
- 17.（23） コラール「われはここなる汝の身許に留まらん」（合唱）
- 54.（63） コラール「おお、血と涙にまみれし御頭」（合唱）
- 62.（72） コラール「いつの日かわれ去り逝くとき」（合唱）

### 第一部
カッコ内の番号は旧全集の番号

#### 導入の合唱
「シオンの娘たち」と「信じる者たち」との対話形式により、これから起こるイエスの受難が歌われる。合唱Iが、「見よ」と呼びかけ、合唱IIが「何を」と問い、合唱Iが「その忍耐を」と答える中で、オルガンとソプラノ・リピエーノのコラールが加わる。
1.（1） 「来たれ、娘たちよ、われとともに嘆け (Kommt, ihr Töchter, helft mir klagen)」（合唱）

#### 十字架の死の予告
イエスが弟子たちの前で自らの受難を預言する。
2.（2） レチタティーヴォ（福音史家、イエス）
3.（3） コラール「心より慕いまつるイエスよ(Herzliebster Jesu, was hast du verbrochen)」（合唱）

#### 祭司長たちの合議
祭司長や律法学者らがイエスの捕縛を謀る。
4. （4-5）レチタティーヴォ（福音史家、合唱）

#### 香油を注ぐベタニアの女
ベタニアで罪の女の香油をたらした行為を咎める弟子たちをイエスが咎める。
4.（6-8） の後半部分
5.（9） レチタティーヴォ（アルト）
6.（10） アリア「悔いの悲しみは(Du lieber Heiland du – Buß und Reu)」（アルト独唱）

#### ユダの裏切り
ユダが登場し、祭司長らにイエスの売り渡しを密約する。
7.（11） レチタティーヴォ（福音史家、ユダ）
8.（12） アリア「血を流せ、わが心よ！(Blute nur, du liebes Herz!)」（ソプラノ独唱）

#### 晩餐
最後の晩餐。イエスは弟子たちの前でユダの企てを暴露する。
9.（13-15） レチタティーヴォ（福音史家、合唱、イエス）
10.（16） コラール「われなり、われこそ償いに(Ich bin's, ich sollte büßen)」（合唱）
11.（17） レチタティーヴォ（福音史家、イエス、ユダ）
12.（18） レチタティーヴォ（ソプラノ）
13.（19） アリア「われは汝に心を捧げん(Ich will dir mein Herze schenken)」（ソプラノ独唱）

#### オリーブ山にて
イエスが自らの今後の運命と、ペテロと弟子たちが自分を否認し離反することを預言する。
14.（20） レチタティーヴォ（福音史家、イエス）
15.（21） コラール「われを知り給え、わが守り手よ(Erkenne mich, mein Hüter)」（合唱）
16.（22） レチタティーヴォ（福音史家、ペテロ、イエス）
17.（23） コラール「われはここなる汝の身許に留まらん(Ich will hier bei dir stehen)」（合唱）

#### ゲッセマネの苦しみ
ゲッセマネの園で、イエスは自らの今後に苦悩。それをよそに弟子たちは眠りこけてしまう。
18.（24） レチタティーヴォ（福音史家、イエス）
19.（25） レチタティーヴォ（テノール）とコラール（合唱）
20.（26） アリア「われしわがイエスのもとに目覚めおらん(Ich will bei meinem Jesu wachen)」（テノール独唱と合唱）
21.（27） レチタティーヴォ（福音史家、イエス）
22.（28） バスによるレチタティーヴォ
23.（29） アリア「われは悦びて身をかがめ(Gerne will ich mich bequemen, Kreuz und Becher anzunehmen)」（バス独唱）
24.（30） レチタティーヴォ（福音史家、イエス）
25.（31） コラール「わが神の御心のままに、常に成らせ給え(Was mein Gott will, das gscheh allzeit)」（合唱）

#### 捕縛
ユダが再び登場しイエスが捕縛される。
26.（32） レチタティーヴォ（福音史家、イエス、ユダ）
27.（33） 二重唱「かくてわがイエスはいまや捕らわれたり」（ソプラノ、アルト、合唱）
28.（34） レチタティーヴォ（福音史家、イエス）
29.（35） コラール「人よ、汝の大いなる罪を悲しめ」（合唱）

### 第二部
カッコ内の番号は旧全集の番号

#### 人気なき園に花婿を探すシオンの娘とエルサレムの娘たちの同情
30.（36） アリア「ああ、いまやわがイエスは連れ去られぬ！」（アルト独唱、合唱）

#### 大祭司の審問
イエスの裁判が始まる。偽証人が現われ民衆も煽動される。
イエス自身が神の子であることを認めたことにより、民衆の騒ぎは頂点に達し、イエスは暴行を受ける。
31.（37） レチタティーヴォ（福音史家）
32.（38） コラール「世はわれに欺き仕掛けぬ」（合唱）
33.（39） レチタティーヴォ（福音史家、証人）
34.（40） レチタティーヴォ（テノール）
35.（41） アリア「忍べよ！ 忍べよ！」（テノール独唱）
36.（42-43） レチタティーヴォ（福音史家、大祭司）と合唱
37.（44） コラール「たれぞ汝をかく打ちたるか」（合唱）

#### ペテロの否認
下女たちにイエスと共にいたと告げられ、ペテロはこれを三度否認する (Ich kenne des Menschen nicht.)。にわとりが鳴いてイエスの預言の言葉を思い出したペテロは泣き出す。有名な「憐れみ給え、わが神よ」(Erbarme dich) のアリアが歌われる。
38.（45-46） レチタティーヴォ（福音史家、第1の下女、第2の下女、ペテロ）と合唱
39.（47） アリア「憐れみ給え、わが神よ」（アルト独唱）
40.（48） コラール「たとえわれ汝より離れいずるとも」（合唱）

#### ユダの後悔と末路
ユダがイエスを裏切ったことを悔いて自殺する。
41.（49-50） レチタティーヴォ（福音史家、ユダ、第1と第2の祭司長）と合唱
42.（51） アリア「われに返せ、わがイエスを！」
43.（52） レチタティーヴォ（福音史家）

#### 判決
総督ピラトはイエスを訊問するが、イエスが自分を弁護しないのを怪しむ。ピラトは民衆にイエスの運命を託し、赦免するべきは極悪人バラバかイエスか、との選択を民衆に問う。民衆は赦免すべきは「バラバ！」と叫び、イエスには「十字架に架けるべし！」と叫び、ここにイエスの死刑が決定される。
43. のつづき（福音史家、ピラト）
44.（53） コラール「汝の行くべき道と」（合唱）
45.（54） レチタティーヴォ（福音史家、ピラト、ピラトの妻、合唱）、合唱
46.（55） コラール「さても驚くべしこの刑罰！」（合唱）
47.（56） レチタティーヴォ（福音史家、ピラト）
48.（57） レチタティーヴォ（ソプラノ）
49.（58） アリア「愛によりわが救い主は死に給わんとす」（ソプラノ独唱）
50.（59） レチタティーヴォ（福音史家、ピラト）、合唱

#### 鞭打ち
イエスは鞭打たれ、茨の冠を被らされる。
50. のつづき
51.（60） レチタティーヴォ（アルト）
52.（61） アリア「わが頬の涙」（アルト独唱）
53.（62） レチタティーヴォ（福音史家）、合唱
54.（63） コラール「おお、血と涙にまみれし御頭」

#### 十字架の道
イエスは、民衆の罵声を浴びゴルゴタへと連行される。
55.（64） レチタティーヴォ（福音史家）
56.（65） レチタティーヴォ（バス）
57.（66） アリア「来たれ、甘き十字架」（バス独唱）

#### 十字架上のイエス
ゴルゴタの丘に到着したイエスは強盗とともに十字架につけられる。
58.（67-68） レチタティーヴォ（福音史家）、合唱
59.（69） レチタティーヴォ（アルト）
60.（70） アリア「見よ、イエスはわれらを」（アルト独唱と合唱）

#### イエスの死
イエスがEli, eli, lama sabachthaniの言葉とともに息絶える。すると天幕が裂け、地震が起きるなどの奇跡が現われ、民衆は「やはりイエスは神の子であったのだ」と思う。
61.（71） レチタティーヴォ（福音史家、イエス）、合唱
62.（72） コラール「いつの日かわれ去り逝くとき」（合唱）
63.（73） レチタティーヴォ（福音史家）、合唱

#### 降架と埋葬
イエスの遺体が下げ渡される。イエスの復活を恐れて墓が封印される。
63. のつづき
64.（74） レチタティーヴォ（バス）
65.（75） アリア「わが心よ、おのれを浄めよ」（バス独唱）
66.（76） レチタティーヴォ（福音史家、ピラト）、合唱

#### 哀悼
67.（77） レチタティーヴォ（バス、アルト、ソプラノ、合唱）
68.（78） 終結合唱「われらは涙流してひざまずき」